# Jan Habdas
Jan Habdas (* 2. Dezember 2003 in Bielsko-Biała) ist ein polnischer Skispringer.

## Werdegang
Jan Habdas nahm ab Juli 2018 an ersten FIS-Cup-Springen zunächst ausschließlich in seinem Geburtsland teil, seit dem Sommer 2019 war er dort auch international aktiv. Seine erste Punkteplatzierung erreichte er am 6. Juli 2019 in Szczyrk. Am 11. August 2019 erzielte er in Wisła mit einem 29. Platz erstmals Punkte im Skisprung-Continental-Cup, in dem er am Tag zuvor beim ersten Wettbewerb an gleicher Stelle sein Debüt gegeben hatte. Im Gesamt-Continental-Cup 2019/20 brachten ihm diese zwei Punkte den 158. Rang ein.
Bei den Olympischen Jugend-Winterspielen 2020 in Lausanne wurde er 23. im Einzelspringen von der Normalschanze. Im darauffolgenden Jahr startete er überwiegend im FIS Cup, wobei ein elfter Platz in Szczyrk am 20. Januar 2021 sein bestes Resultat war. Im Continental Cup der Saison 2020/21 nahm er an zwei Wettbewerben teil, die in Zakopane ausgetragen wurden. Mit den Plätzen 44 und 53 blieb er dabei ohne Punkte, was in diesem Winter auch für die Continental-Cup-Gesamtwertung galt.
Die nächste Punkteplatzierung im Continental Cup folgte am 17. Juli 2021 in Kuopio mit Rang 28. In Wisła debütierte er am 5. Dezember 2021 als Teil der nationalen Gruppe im Skisprung-Weltcup. Dabei erzielte er den 46. Rang. In der Weltcup-Saison 2021/22 kam er am 14. Januar 2022 in Zakopane noch ein weiteres Mal in dieser Gruppe zum Einsatz, scheiterte jedoch an der Qualifikation zum Wettbewerb. Den Continental Cup 2021/22 schloss er mit 51 Punkten als 81. der Gesamtwertung ab.
Bei den Nordischen Junioren-Skiweltmeisterschaften 2022 ebenfalls in Zakopane wurde er 13. im Einzelspringen, gemeinsam mit Tymoteusz Amilkiewicz, Adam Niżnik und Arkadiusz Jojko Fünfter im Teamspringen und mit Sara Tajner, Adam Niżnik und Natalia Słowik Neunter im Mixed-Team-Springen. Beim Europäischen Olympischen Winter-Jugendfestival wenige Wochen später gewann er Silber sowohl im Einzelspringen als auch im Team mit Tymoteusz Amilkiewicz, Klemens Joniak und Marcin Wróbel. Am 23. Juli 2022 nahm Habdas in Wisła erstmals an einem Grand-Prix-Springen teil und holte auf dem 23. Platz erste Wettkampfpunkte. Im Grand Prix 2022 lag er mit diesen acht Punkten auf Rang 69.
In der Winter-Saison 2022/23 nahm er regelmäßiger an Weltcupspringen teil und gewann am 15. Januar 2023 in Zakopane seine ersten Weltcuppunkte. Am 26. März 2023 erreichte er in Lahti als Elfter sein bis dahin bestes Weltcup-Resultat. Im Gesamtweltcup dieser Saison lag er auf dem 44., im Continental Cup 2022/23 auf dem 19. Platz. Bei den Nordischen Junioren-Skiweltmeisterschaften 2023 in Whistler gewann er die Bronzemedaille im Einzel und im Team mit Marcin Wróbel, Klemens Joniak und Kacper Tomasiak die Silbermedaille. Im abschließenden Mixed-Team-Springen wurde er an der Seite von Natalia Słowik, Kacper Tomasiak und Pola Bełtowska Sechster.

## Statistik

### Weltcup-Platzierungen
| Saison  | Platz | Punkte |
| ------- | ----- | ------ |
| 2022/23 | 044.  | 048    |

### Grand-Prix-Platzierungen
| Saison | Platz | Punkte |
| ------ | ----- | ------ |
| 2022   | 069.  | 008    |

### Continental-Cup-Platzierungen
| Saison  | Platz | Punkte |
| ------- | ----- | ------ |
| 2019/20 | 158.  | 002    |
| 2021/22 | 081.  | 051    |
| 2022/23 | 019.  | 461    |
| 2023/24 | 075.  | 041    |